# Bašići (Barban)
 Bašići   (olaszul: Bassici) falu Horvátországban, Isztria megyében. Közigazgatásilag Barbanhoz tartozik.

## Fekvése
Az Isztria délkeleti részén, Pólától 36 km-re északkeletre, községközpontjáról 10 km-re északnyugatra fekszik.

## Története
A sutivanaci plébánia egyik települése volt, lakosságát 2011-ben Sutivanachoz számították.